# Malte aux Jeux olympiques d'été de 1928
Malte participe aux Jeux olympiques d'été de 1928 qui se déroulent à Amsterdam du 17 mai au 12 août 1928. Il s'agit de sa première participation à des Jeux d'été. 
L'équipe de water-polo participe au tournoi où 16 équipes sont engagés. Neuf poloïstes compose l'équipe qui enregistre une victoire en 16e face au Luxembourg (3:1) puis une défaite en 8e face à la  France (16:0).

## Water-polo
- Harry Bonavia
- Meme Busietta
- Victor Busietta
- Louis Darmanin
- Edward Magri
- Francisco Nappa
- Victor Pace
- Turu Rizzo
- Roger Vella